# OM Tigre
L'OM Tigre est un camion lourd fabriqué à partir de 1958 par le constructeur italien OM, filiale de Fiat V.I..

## OM Tigre 1ère série (1958)
Le Tigre est un véhicule lourd lancé par le constructeur italien en 1958 pour remplacer le Super Taurus datant de 1951. 
Ce modèle est décliné en 6 PTC différents, en fonction du pays de destination allant de 10 à 14 tonnes, et monte à ce titre plusieurs types de pneumatiques selon les homologations nécessaires qui vont des Pirelli 9.00 x 20 classiques jusqu'aux 3 x 20.
Son châssis est entièrement nouveau mais conserve la légendaire robustesse typique de la marque. Il est équipé d'un moteur diesel OM 6 cylindres type DF de 6.870 cm3 développant 105 ch à 2.000 tr/min. La version Tigre S équipée d'un compresseur volumétrique porte cette puissance à 135 ch au même régime moteur. Cette technologie est une première mondiale dans cette catégorie. 
Le moteur possède une particularité technique, unique en son genre : un vilebrequin tournant sur des roulements à billes au lieu des classiques coussinets de bronze, ce qui lui confère une sonorité tout à fait particulière.
Pour un poids total en charge de 14 tonnes (homologation selon le code italien), il offrait une charge utile de 7,5 tonnes et un poids remorquable de 18 tonnes. En Italie, il a souvent été transformé en 6x2/2 avec un 3ème essieu rajouté à l'arrière portant sont PTC à 18 tonnes et sa charge utile à 10,8 tonnes. Il restera un des plus puissants camions italiens de la gamme moyenne lourde jusqu'en 1960 où Fiat V.I. sortira le 642N65 équipé d'un moteur 6 cylindres de 7,3 litres de cylindrée et développant 120 Ch DIN.
Comme de coutume, le constructeur a présenté un châssis spécifique surbaissé pour autocar et autobus qui sera largement utilisé par nombre de carrossiers industriels italiens et étrangers.
Après le succès remporté par la version Tigre S, en 1959, à la demande des utilisateurs, la puissance est augmentée de 135 à 153 ch.

## L'OM Tigre M2 - seconde génération (1961)
En 1961, un an après avoir lancé le camion extra lourd OM Titano 2, OM rajeunit la gamme Tigre en la dotant d'une cabine semblable à celle de son nouveau grand frère Titano. La cabine du Titano mesure 2,50 mètres de large, le maximum autorisé, celle du Tigre est réduite à 2,30 m et est moins longue attendu que le Tigre M2 n'est pas destiné à effectuer de longs trajets. Elle peut toutefois recevoir une couchette rabattable en option.
La présentation intérieure est très soignée avec des sièges confortables habillés en simili cuir deux teintes, un habillage du tunnel moteur insonorisant et de tapis caoutchouc rainuré larges et épais.
Le moteur 6 cylindres OM DF2 de 6.870 cm3 est conservé, la version de base développe maintenant 135 ch et celle avec compresseur volumétrique DFL2, 153 ch DIN.
Comme toujours en Italie, les carrossiers industriels spécialisés ajoutent un troisième essieu aux véhicules conçus à cet effet et homologués. Le Tigre M2 porteur est souvent équipé d'un essieu simple directeur placé à l'avant du pont pour les versions chantier et autodirecteur trainé dirigé placé après le pont pour les versions route et à châssis long. La version tracteur a également reçu un 3ème essieu central pour porter le PTRA, avec une semi-remorque à deux essieux, à 36 tonnes.
Le nouveau Tigre M2 ne sera pas importé en France, mais connaîtra un beau succès commercial en Italie bien sûr mais aussi à l'exportation : Belgique, Pays-Bas et Suisse.
La gamme Tigre sera remplacée en 1967 par la série OM 100/120/150.